# Baturowka (obwód kurski)
Baturowka (ros. Батуровка) – wieś (dieriewnia) w Rosji, w obwodzie kurskim, w rejonie zołotuchińskim. W 2010 liczyła 41 mieszkańców.